# Hybomitra arpadi
Hybomitra arpadi är en tvåvingeart som först beskrevs av Szilady 1923.  Hybomitra arpadi ingår i släktet Hybomitra och familjen bromsar. Arten är reproducerande i Sverige. Inga underarter finns listade i Catalogue of Life.